# Fiordichthys slartibartfasti
Fiordichthys slartibartfasti (ang. Fiordland Brotula, ch.upr. 斯氏菲奥胎鼬鳚) – rzadki gatunek ryby kostnoszkieletowej z rodziny Bythitidae. Opisany i nazwany został przez Chrisa Paulina w 1995 roku.
Występuje jedynie w części Parku Narodowego Fiordland, ukrywa się pod głazami oraz w rozmaitych szczelinach, szparach i jaskiniach.
Niewiele wiadomo o trybie życia Fiordichthys slartibartfasti, ale rozbudowane uzębienie pozwala sądzić, iż jest aktywnym mięsożercą.
Łacińska nazwa stalibarfasti wywodzi się od bohatera powieści D. Adamsa Autostopem przez Galaktykę – Slartibartfasta, który zajmował się konstrukcją fiordów podczas budowy planet.